# Bengt Källquist
Bengt Erik Källqvist, född 26 maj 1958 i Älvsereds församling, dåvarande Älvsborgs län, Västergötland, är en svensk cirkusdirektör. Han är ägare till Cirkus Maximum, som är hemmahörande i Älvsered.
Källqvist var medgrundare till Cirkus Minimum år 1982 och blev senare ensam ägare. Verksamheten bytte namn till Circus Maximum inför 1990 års säsong och sattes på paus år 2018.
Kjällquist utsågs år 2003 till Årets hallänning av Radio Halland.